# Marcel Cohen (écrivain)
Pour les articles homonymes, voir Cohen.
Marcel Cohen, né le 9 octobre 1937 à Asnières-sur-Seine, est un écrivain français.

## Biographie

### Famille
Marcel Cohen est issu d’une famille juive originaire de Turquie. Il naît de l’union de Jacques Cohen né le 20 février 1902 à Constantinople et de Maria Cohen (née Salem) née dans la même ville le 9 octobre 1915. Il a une sœur cadette, Monique Cohen, née le 14 mai 1943 à Asnières-sur-Seine.

### Seconde Guerre mondiale
Son enfance se déroule durant la Seconde Guerre mondiale. C’est lors d’un repas que sa famille se fait arrêter, alors qu’il est parti en promenade avec la bonne, Annette Volland épouse Gru. Il n’a que six ans. Sa mère est alors enfermée avec son bébé, âgé de trois mois, dans l’hôpital Rothschild à Paris. Son père est arrêté. Il est déporté par le convoi no.59, en date du 2 septembre 1943, de Drancy vers Auschwitz. Sa mère et sa sœur sont déportées par le convoi no. 63, en date du 17 décembre 1943, de Drancy vers Auschwitz. Leur dernière adresse est au 23 boulevard des Batignoles dans le 17e arrondissement de Paris. Annette Volland recueille le petit Marcel qu'elle héberge avec son mari pendant deux ans à Messac.

### Formation
À la fin de la guerre, Marcel a 8 ans, et il ne reverra aucun des membres de sa famille qui ont été arrêtés. Il est confié à sa grand-mère, Sultana, qui avec l’aide de son fils, Joseph, l’élèvera.
Par la suite, il suit des études d’art et de journalisme à l'École supérieure de journalisme de Paris et à l’École du Louvre qui vont le pousser à voyager dans le monde entier. 

### Carrière
Il écrit de nombreux textes sur l’art, sur les galeries et les musées pour des revues.
En 1969, il publie son premier livre, Galpa. Il écrit de nombreuses autres œuvres dont la trilogie des Faits publiée en 2002, 2007 et 2010. Il devient un écrivain reconnu avec des œuvres traduites en plusieurs langues (anglais, grec, norvégien, danois, hébreu, espagnol) et récompensé par le prix Jean-Arp de littérature francophone pour l'ensemble de son œuvre et le prix Wepler pour Sur la scène intérieure. Faits. en 2013.

## Prix et distinctions
- 2024 : Grand prix de littérature Paul-Morand de l'Académie française[réf. nécessaire].

## Publications
- Galpa, éditions du Seuil, 1969 ; rééd. éditions Chandeigne, 1993
- Malestroit, Chroniques du silence, Éditeurs français réunis, 1973
- Voyage à Waïzata, Éditeurs français réunis, 1976
- Murs, Éditeurs français réunis, 1979
- Miroirs, éditions Gallimard, coll. « Le Chemin », 1980
- Du désert au livre, entretiens avec Edmond Jabès, éditions Pierre Belfond, 1981 et 1991 ; rééd. Opales, 2001
- Je ne sais pas le nom, Gallimard, 1986
- Trente-cinq nouvelles, Chandeigne 1987
- L’Athlète de la nuit, Chandeigne 1988
- Le Grand Paon-de-nuit, Gallimard, Le Chemin, 1990 ; repris dans Le Grand Paon-de-nuit, suivi de Murs et Métro, Gallimard, 238 p., 2014  (ISBN 978-2-07-014433-4)
- Lettre à Antonio Saura, écrit en judéo-espagnol et publié en édition bilingue illustrée, L’échoppe, 1997
- Assassinat d'un garde, Gallimard, 1998
- Trois Crispations avec Éva Wellesz, éd. Neo Paris (tirage à 40 exemplaires), 1999
- Quelques faces visibles du silence : Antonio Saura, L’échoppe, 2000
- Faits. Lecture courante à l'usage des grands débutants, Gallimard, 2002 — Prix Roland-de-Jouvenel de l’Académie française
- Tombeau de l'éléphant d'Asie, Chandeigne, 2002
- Deux Textes sans titre et huit photos, en collaboration avec Jacques Le Scanff, Le préau des collines, 2003
- Métro, Chandeigne, 2004
- Faits, II, Gallimard, 2007
- Trente-cinq minutes, suivi de Trois minutes, Chandeigne 2008
- L'Ombre nue, avec des photos d'Aurore de Sousa, éditions Créaphis, 2008
- Tauromachie, avec des photos de Jean Bescos et des superpositions d'Antonio Saura, Archives Antonio Saura Genève, 5 Continents Milan, 2008
- Faits, III. Suite et fin, Gallimard, 2010
- Sur la scène intérieure. Faits[3], Gallimard, L'un et l'autre, 2013 – Prix Wepler 2013
- À des années-lumière, Fario, 2013
- L'homme qui avait peur des livres, éditions Arfuyen, coll. « Les Cahiers d'Arfuyen », Paris-Orbey, 2014 – Publié à l'occasion de la remise du prix Jean-Arp de littérature francophone.
- Choses lues, éditions La Pionnière, 2015
- Une sculpture et deux monuments invisibles, éditions La Pionnière, 2015
- Puisque le ciel est sans échelle, dessins d'Arthur Goldschmidt au camp de Theresienstadt, avec Annette Wieviorka, Georges-Arthur Goldschmidt, Guy Pimienta, Roger-Yves Roche, Roland Baroin, éditions Créaphis, 2015
- Autoportrait en lecteur, éd. Éric Pesty, 2017
- Détails. Faits[4], Gallimard, 2017
- Une mémoire veuve, éditions La Pionnière, 2019
- Villes, Galpa, Malestroit, Waïzata, Gallimard, 2021
- Détails, II, Suite et fin, Gallimard, 2021
- Rencontres et partis pris : écrits sur l'art 1976-2020, éditions L'Atelier contemporain, 2021
- Cinq femmes, Sur la scène intérieure, II, faits, Gallimard, 2023 - Prix Jean-Jacques Rousseau de l'autobiographie 2024